# ポーリーヌ・フーレス

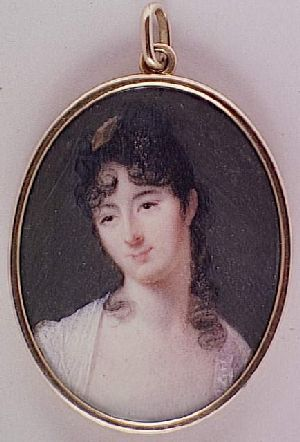
ポーリーヌ・フーレス

ポーリーヌ・フーレス（Pauline Fourès、1778年3月15日 – 1869年3月18日）、はフランスの女性。1798年から翌年にかけて、エジプト・シリア戦役時のナポレオンと、ナポレオン帰国後はクレベールの愛人だったことで知られる。
アリエージュ県のパミエで生まれ、パリで亡くなった。出生時の姓はベリズル（Bellisle）で、ジャン・ノエル・フーレスと結婚してフーレス姓となった。その後サンタンデール副領事（1810年からスウェーデン領事）ピエール・アンリ・ド・ランショーと再婚した。

## 経歴
ポーリーヌは時計職人のアンリ・ジャック・クレマン・ベリズルと、マルグリット・ポーリーヌ・バランドンの間に生まれた。美しい少女に育ったポーリーヌは制服への憧れが強く、猟騎兵士官ジャン・ノエル・フーレスと結婚してエジプト遠征にも同行した。1798年10月21日のカイロの暴動の際には死から免れ、1798年12月1日には合意の上でナポレオンの愛人となった。ナポレオンがフランスに帰った後は、自らの身をクレベールの腕にゆだねた。
ポーリーヌは結局1799年に帰国してパリに戻ったが、ナポレオンに接近することができず、副領事で1810年にはスウェーデン領事となるピエール・アンリ・ド・ランショーと再婚した。
皇帝ナポレオンと再会を果たした後、ポーリーヌは再び離婚し、ジャン・バティスト・ベラール近衛大尉と再婚した。夫婦でのブラジル滞在中に財を成し、1837年にパリに戻ってからは気ままに暮らし、音楽家、画家、絵画収集家として生涯を終えた。
ポーリーヌは『ウェントワース卿（Lord Wentworth）』という小説も書いている。